# Tipula (Schummelia) lindneriana
Tipula (Schummelia) lindneriana is een tweevleugelige uit de familie langpootmuggen (Tipulidae). De soort komt voor in het Oriëntaals gebied.